# Особливий підхід
«Особливий підхід» (рос. «Особый подход») — радянський чорно-білий телевізійний художній фільм 1959 року, знятий на кіностудії «Мосфільм».

## Сюжет
Музичний фільм про безкомпромісну боротьбу проти будівництва нової дороги через прекрасний фруктовий сад, розташований на території дитячого садка. По різні боки барикад у битві проти розгулу бюрократизму за права дітей опинилися герої фільму.

## У ролях
- Лев Миров — Миров
- Марк Новицький — Новицький
- Ія Арепіна — Оля, завідуюча дитячим садком
- Віктор Кольцов — Антон Антонович Степанчиков, заступник директора
- Антоніна Максимова — дружина Кузьмича
- Марк Бернес — Микола Дмитрович Налимов, заступник начальника дорожнього управління
- Зоя Федорова — Катя, дружина Миколи Дмитровича Налимова
- Сергій Філіппов — Михайло Дмитрович Налимов, артист
- Тамара Носова — Вірочка, дружина Михайла Дмитровича Налимова
- Михайло Пуговкін — начальник адміністративно-господарського відділу
- Павло Винник — службовець адміністративно-господарського відділу
- Валентин Абрамов — диктор в радіовузлі вокзалу
- Анатолій Федоринов — начальник вокзалу

## Знімальна група
- Режисер — Михайло Григор'єв
- Сценарист — Яків Зіскінд
- Оператори — Валентин Железняков, Сава Куліш
- Композитор — Борис Мокроусов
- Художник — Лев Мільчин